# Władysław Plater

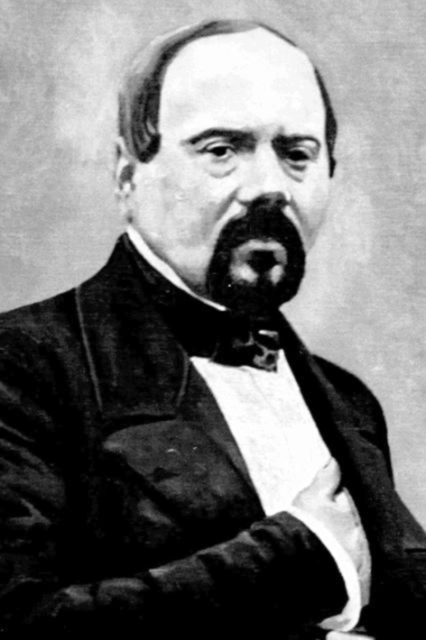
Władysław Plater

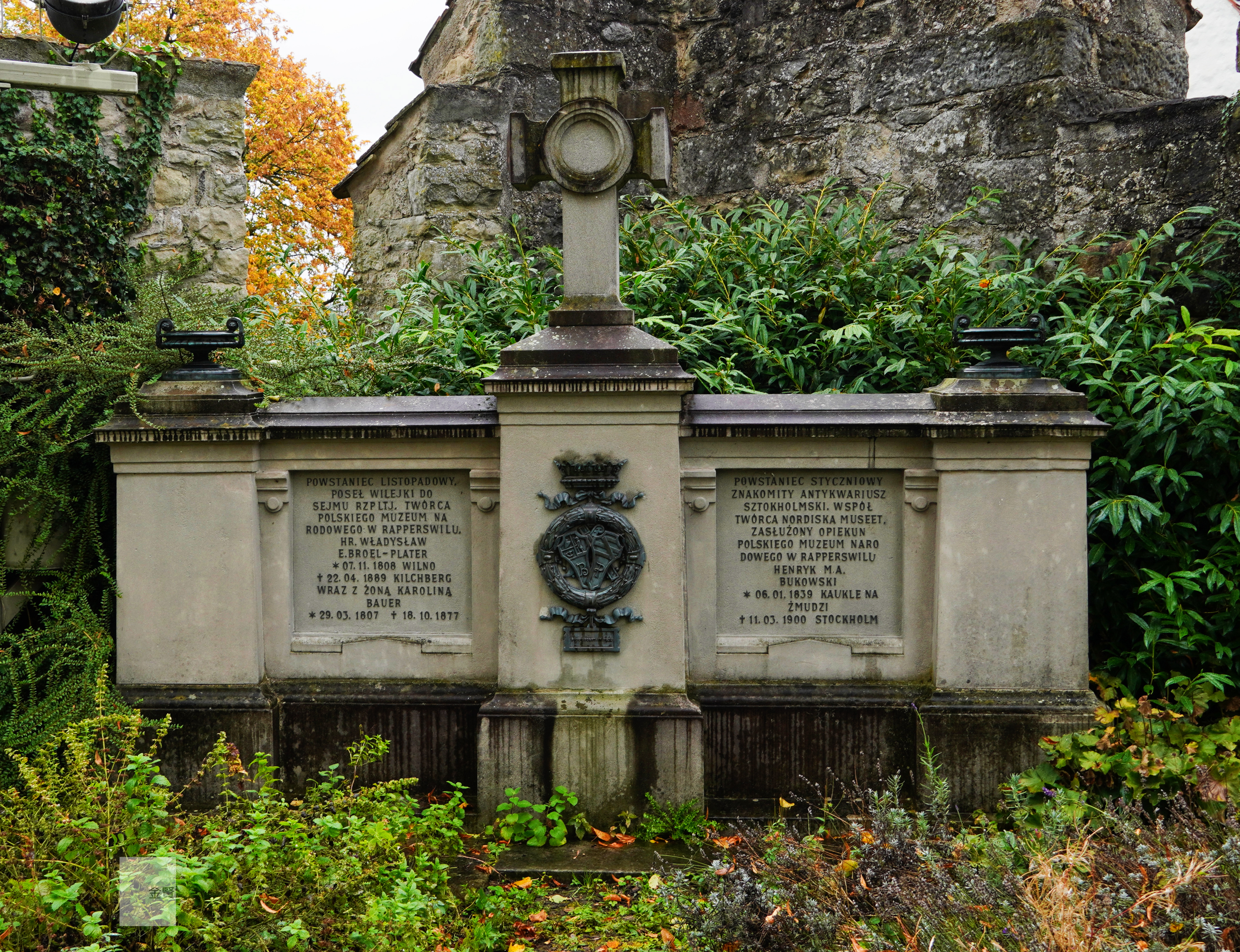
Gedenkstein Broel-Plater im Polenmuseum Rapperswil SG

Władysław Plater (* 7. November 1808 in Wilna; † 22. April 1889 in Kilchberg bei Zürich) war ein polnisch-litauischer Patriot aus der litauisch-polnischen Adelsfamilie der Grafen Plater, Bruder des Cezary Plater.

## Leben
Władysław Plater nahm 1830/1831 am Novemberaufstand in Litauen als Rozicks Adjutant teil, war dann Landbote von Wilejka und gründete später in Paris das Journal „Le Polonais“ (1833 bis 1836). Er veranlasste die Adresse des englischen Volkes zugunsten Polens, die 1832 dem Parlament überreicht wurde.
Auch 1863 war Władysław Plater für den polnischen Januaraufstand tätig und lebte seitdem, mit der bekannten Schauspielerin Karoline Bauer vermählt, in Kilchberg bei Zürich. In Rapperswil am Zürichsee errichtete er auf Schloss Rapperswil das polnische Nationalmuseum. Er verstarb am 22. April 1889 in seiner Villa Broelberg in Kilchberg.